# Jacques Perret (scrittore)
Jacques Perret (Trappes, 8 settembre 1901 – Parigi, 10 dicembre 1992) è stato uno scrittore e sceneggiatore francese.
Testimone impegnato del suo tempo con uno stile letterario ammirato, segnato dalla prima guerra mondiale quando il padre fu ferito e il fratello maggiore ucciso, visse una vita di viaggi e avventure in cui si mescolavano la vita militare, le spedizioni lontane, il giornalismo e la pubblicazione di romanzi e racconti, alcuni dei quali ispirati ai suoi spaccati di vita.

## Biografia
Jacques Perret frequentò i Lycées Montaigne e Louis-le-Grand a Parigi. Era un adolescente quando il suo unico fratello maggiore Louis, 21 anni, fu ucciso durante la prima guerra mondiale nella Somme nel 1916. Aveva solo 17 anni quando il conflitto finì, troppo giovane per esserne coinvolto. Svolse il servizio militare in Marocco nel 29º Reggimento dei Tirailleurs algerini, dove combatté contro i Chleuh durante la guerra del Rif e fu quasi ucciso da una coltellata.
Studiò storia e iniziò come giornalista a Le Rappel e Le Journal. Effettuò poi diversi viaggi in Danimarca, Svezia, Messico, Honduras dove fu pescatore di palamita e trafficante di madreperla e copra, Norvegia, Turchia e Libano. Fu un boscaiolo in Lapponia e un lavoratore stagionale in Canada. Partì per una missione nella Guyana francese nel 1931. Questo paese fu il soggetto del suo primo romanzo Roucou (1936), che prese il nome dalla tintura con cui gli indiani ricoprono i loro corpi, e di diversi racconti: Un uomo perduto, Una storia d'oro'', Vespri indiani. Lì, svolse studi etnologici commissionati da Paul Rivet, direttore del Museo Nazionale di Storia Naturale, sugli Emerillons Amerindi e ricchi di lezioni che portarono a una mostra l'anno successivo, così come la prospezione dell'oro per gli industriali Monteux e Richard, che rimasero vane. Durante i suoi viaggi, fu anche portuale, marittimo, impiegato in una piantagione di banane, insegnante, disegnatore, albergatore, incisore e viticoltore-enologo.
Nel 1937 scrisse Ernest le rebelle, pubblicato da Gallimard su raccomandazione di André Malraux, il cui eroe fu interpretato al cinema da Fernandel nell'omonimo film Ernest le rebelle diretto da Christian-Jaque nel 1938 ma che Jacques Perret non approvò.
Fatto prigioniero durante la seconda guerra mondiale nei pressi di Longwy nel 1940 durante la battaglia di Francia dopo essersi arruolato all'età di 38 anni nel Corps Francs (unità specializzata in colpi di mano e incursioni a sorpresa nelle linee nemiche), fu inviato in Germania allo stalag (III-A poi III-D), ma riuscì a fuggire al quarto tentativo nel 1942. La citazione conferitagli nel 1940 recitava: "[...] Il suo tenente, essendo stato gravemente ferito durante una profonda ricognizione nelle linee nemiche, lo portò in pieno giorno per più di due chilometri, sfuggendo miracolosamente al fuoco diretto contro di lui. […] Il 12 maggio, uccisi cinque avversari con i moschetti, in piedi con la massima calma, in uno scontro di strada che ha permesso di sbloccare un ponte molto importante [...] primo soldato del suo battaglione [...] conferimento della Medaglia Militare e della Croce di Guerra con palma". Si unì poi alla macchia mediterranea della Resistenza, con l'ORA.
Nel 1947 fu pubblicato il suo più grande successo, Le Caporal Épinglé, scritto nel 1942-1943, in corsa per il Prix Goncourt ma alla fine perse per due voti contro sei nei confronti di Les Forêts de la nuit di Jean-Louis Curtis. Questo romanzo raccontò con scrupoloso distacco e distanziata derisione la sua prigionia in Germania e i suoi vari tentativi di fuga, un libro a proposito del quale Roger Nimier diceva che: "La rigogliosità di questo stile è più in linea con un'epoca di creazione e cataclisma che con un periodo di attento inventario". Fu adattato per il cinema nel 1962 da Jean Renoir nell'omonimo film Le strane licenze del caporale Dupont. Ci furono divergenze.
Nel 1951 uscì Bande à part, che alcuni considerano il suo capolavoro. Vi raccontò il suo periodo nella Resistenza e gli uomini con destini comici o tragici con cui si confrontò. Questo libro ha ricevuto il Premio Interallié.
Nel 1954 si era già fatto notare in campo cinematografico scrivendo la sceneggiatura de Il montone a cinque zampe insieme a René Barjavel, Jean Marsan, Raoul Ploquin, Henry Troyat ed Henri Verneuil, che gli valse una candidatura all'Oscar al miglior soggetto nel 1956.
Appassionato di mare, Jacques Perret scrisse anche diversi libri su questo tema, tra cui Le Vent dans les voiles (1948) e Rôle de plaisance (1957). Quest'ultima opera è illustrata dal disegnatore e incisore André Collot, suo abituale membro dell'equipaggio a bordo della barca a vela Matam, uno "sloop" di 8 metri (della serie Sea-Bird) che Perret acquistò con i soldi del Prix Interallié. Le avventure picaresche del duo comico Perret-Collot (Perret era alto e magro, tanto quanto Collot era basso e tarchiato) apparvero per la prima volta in forma seriale sulla stampa nautica e contribuirono alla scoperta della nautica da diporto sulla scia della creazione della scuola Glénans e della democratizzazione della vela avviata dal famoso Vaurien, i cui manifesti promozionali sono firmati da André Collot.
Pubblicò numerose raccolte di racconti: La Bête Mahousse, Le Machin, Objets perdus, Salades de saison... così come romanzi con personaggi guidati da una certa visione della Francia, dell'onore e dei valori umani ormai un po' superati: Les Biffins de Gonesse. Sua moglie Alice, menzionata in The Pinned Corporale, morì nel 1998. I suoi discendenti assicurano la conservazione della sua memoria e la continuità della pubblicazione della sua opera letteraria.
Jacques Perret fu fedele ai valori e agli impegni personali che il suo stile epico propose come descritto dallo storico e giornalista Pierre Gaxotte: "Non credo che nessuno oggi abbia, più di Jacques Perret, il significato della parola giusta, della parola dura, comica, succosa, inaspettata. Sotto la sua penna, in virtù di collisioni fulminee, le parole più consumate assumono uno scintillio di diamanti. Questo lo porta, in tempi diversi, a trovarsi in contrasto con la società e le grandi tendenze che la spingono".
Profondamente patriottico ("clodoviciano patriottico" come si definiva), monarchico attaccato al trono, all'altare e ai legami feudali, come dichiarò durante una trasmissione di Apostrofi, ma non militarista, nonostante i suoi impegni, cattolico tradizionalista contrario alle riforme del Concilio Vaticano II, ma rifiutando il suo appoggio a monsignor Lefebvre, non era un pétainista, anche se molto ostile a de Gaulle. Né disdegnò di lanciare qualche frecciatina ad André Malraux, che definì "un famoso anfigourista legato alla persona del generale de Gaulle".
Nel febbraio 1962, suo figlio, un ufficiale paracadutista, Jean-Loup, fu arrestato per aver partecipato a un attentato dell'OEA in cui fu ucciso un gendarme di 27 anni. Fu condannato a dieci anni di carcere nel penitenziario dell'Île de Ré. Jacques Perret difese suo figlio, chiedendo che gli fosse data la piena responsabilità morale delle sue azioni, e sostenne con veemenza un'Algeria governata dalla Francia. Attaccò il generale de Gaulle con opuscoli virulenti. I suoi contributi a giornali di estrema destra, come il giornale monarchico Aspects de la France, la sua parte attiva e il suo impegno nella difesa dell'Algeria francese, i suoi numerosi articoli contro de Gaulle e gli insulti alla Legion d'Onore lo portarono ad essere privato dei suoi diritti civili, e poi, nel 1963, probabilmente sotto la pressione degli oppositori gollisti, sottratto al controllo della Medaglia Militare, nonostante le proteste di giornalisti, scrittori e organizzazioni di ogni orientamento politico. La condanna di suo figlio fu abbreviata pochi anni dopo. Nel maggio 1977 firmò un appello chiedendo la sospensione del procedimento in corso contro il Gruppo di Difesa dell'Unione.
I suoi incarichi gli fecero guadagnare una sorta di purgatorio letterario nonostante la potenza e l'equilibrio del suo stile. La sua visione del progresso, alla quale non si oppose ma di cui diffidò, rimane più che mai attuale: "Certo, l'unità, l'universalità, è un vecchio sogno, una nobile ossessione; e sul piano temporale serve da garanzia per tutte le imprese delle egemonie, per tutte le tirannie autocratiche e dottrinarie".
Morì a Parigi nel 1992 all'età di 91 anni.

## Il lavoro
Ironista nato e stilista d'eccellenza, Jacques Perret esercitò  il suo talento con virtuosismo. A suo agio in tutti i paesaggi del mondo e in mare, vicino alla natura e ai suoi personaggi, portò i lettori nel suo universo distaccato e volentieri nostalgico. Eccelse nel crescere e nel nobilitare gli oggetti familiari con cui fu in combutta (un coltello, una pipa...), patinati e sfacciati dall'uso fedele e da una lunga convivenza.
Contemporaneo di Marcel Aymé e Raymond Queneau, ai quali era vicino nel suo gusto per la mistificazione, fu meno cupo del primo e meno allegro del secondo, pur potendo rivendicare la stessa lucidità.
Il suo anticonformismo, il suo brio, i suoi impegni politici, il suo stile incisivo e il suo gusto per le opere brevi possono anche avvicinarlo agli Ussari (movimento letterario), scrittori della generazione successiva.

## Filmografia parziale
- Il montone a cinque zampe (Le Mouton à cinq pattes), regia di Henri Verneuil (1954)

## Riconoscimenti (parziale)
- Premio Oscar
  - 1956 – Candidatura per il miglior soggetto per Il montone a cinque zampe